# Szlak im. Mariana Kantora-Mirskiego
 Szlak im. Mariana Kantora-Mirskiego – czerwony znakowany szlak turystyczny w województwie śląskim.

## Informacje ogólne
Patronem szlaku jest przedwojenny polski nauczyciel, urzędnik, legionista, publicysta, badacz historii Zagłębia Dąbrowskiego, społecznik, kapitan administracji Wojska Polskiego Marian Kantor-Mirski. 
Atrakcją turystyczną szlaku jest m.in. zabytkowe centrum Mysłowic. 

## Przebieg szlaku
- Giszowiec obok ośrodka wypoczynkowego Barbara-Janina
- Dolinka Murckowska
- rezerwat przyrody „Las Murckowski”
- Wesoła Fala
- Mysłowice